# Claudine Drion
Claudine Drion (Luik, 23 juni 1960) is een voormalig Belgisch politica van Ecolo en volksvertegenwoordigster.

## Levensloop
Drion is van opleiding baccalaureate sociaal werk aan het ESAS in Luik, licentiate in de economische en sociale politiek aan de UCL en geaggregeerde in de sociale wetenschappen aan de Universiteit van Luik.
Na haar studies werd Drion beroepshalve docente, pedagoge en vormingsmedewerkster in het volwassenonderwijs. Ze werd eveneens politiek actief voor de partij Ecolo en ze werkte voor deze partij van 1992 tot 1994 als politiek adviseur in het Europees Parlement. Ook was ze van 2004 tot 2010 voorzitster van de Ecolo-studiedienst Etopia.
Van 1999 tot 2003 zetelde zij in de Kamer van volksvertegenwoordigers voor de kieskring Luik, waar ze zich voornamelijk bezighield met Sociale Zaken, Binnenlandse Zaken, Openbaar ambt en Algemene Zaken. Ze was tegelijkertijd lid van de Parlementaire vergadering van de Organisatie voor Veiligheid en Samenwerking in Europa. In 2003 werd ze niet herkozen. 